# Mesoligia pallidior
Mesoligia pallidior är en fjärilsart som beskrevs av Otto Staudinger 1882. Mesoligia pallidior ingår i släktet Mesoligia och familjen nattflyn. Inga underarter finns listade i Catalogue of Life.